# IV. Pszammetik
IV. Pszammetik egy feltételezett ókori egyiptomi uralkodó volt, aki az első perzsa uralom (XXVI. dinasztia) idején élt.

## Említései
Számtalan lelet és görög forrás támasztja alá, hogy létezett egy ilyen nevű egyiptomi uralkodó a perzsa uralom alatt. Az őt említő leletek közé tartoznak egy szisztrum nyele (amelyen uralkodói névként a Jahmesz szerepel), egy szkarabeusz (melyen uralkodói neve Nebkaenré), egy usébti és egy démotikus nyelvű dokumentum, a Straßburg 2 papirusz, amelyet Dioszpolisz Parvában találtak, és amely említi a király 2. uralkodási évét. Görög szerzők is többször említik. Említéseinek datálási és névbeli különbségei azonban megnehezítik, hogy egy konkrét uralkodóhoz lehessen kötni őket.

## Azonosítása
1980-ban vetette fel Eugene Cruz-Uribe amerikai egyiptológus, hogy a Dioszpolisz Parvából előkerült Straßburg 2 papirusz, melyet hagyományosan III. Pszammetiknek tulajdonítanak, valójában későbbi, és egy másik Pszammetiket említ, akit Cruz-Uribe IV. Pszammetiknek nevezett el. Elmélete szerint ez az uralkodó az i. e. 480-as években uralkodott Egyiptom egy része fölött. Hérodotosztól tudni, hogy ebben az évtizedben, I. Darajavaus utolsó éveiben felkelés zajlott a perzsák ellen Egyiptomban, majd a trónra lépő I. Khsajársá leverte a felkelőket.
Anthony Spalinger véleménye szerint Cruz-Uribe elmélete bizonytalan; úgy véli, IV. Pszammetik II. Inarosz apjával azonos, akit Hérodotosz líbiainak tart. A görög források szerint Inarosz „a líbiaiak királya” volt, aki közismerten hatalmas felkelést vezetett a perzsák ellen az i. e. 460-as években. Amennyiben ez az elmélet helyes, úgy Pszammetiknek nem volt elég nagy hatalma ahhoz, hogy megszerezze az egyiptomi trónt. Spalinger emiatt úgy véli, az előbb említett régészeti leletek egy későbbi, azonos nevű uralkodót említenek. Philokhórosz athéni történész említi, hogy egy bizonyos (V.) Pszammetik – valószínűleg II. Inarosz fiának, Thannürosznak a fia, így IV. Pszammetik dédunokája – i. e. 445-444-ben gabonát szállított Athénba. Végül Diodórosz Szikülosz is említ egy (VI.) Pszammetiket, aki Egyiptom királya volt i. e. 400-ban, és azt írja róla, hogy „egy híres Pszammetik leszármazottja”. Ez a Pszammetik azonban lehet, hogy tévesen szerepel nála Pszammetikként, és valójában Amürtaioszról, a XXVIII. dinasztia uralkodójáról van szó, aki i. e. 404–399 között uralkodott.

## Lásd még
- III. Pedubaszt, egy másik egyiptomi felkelő a perzsa uralom ellen

## Fordítás
- Ez a szócikk részben vagy egészben  a   Psammetichus IV című angol Wikipédia-szócikk ezen változatának fordításán alapul.  Az eredeti cikk szerkesztőit annak laptörténete sorolja fel. Ez a jelzés csupán a megfogalmazás eredetét és a szerzői jogokat jelzi, nem szolgál a cikkben szereplő információk forrásmegjelöléseként.